# Aras de los Olmos
Aras de los Olmos (valencianisch: Ares dels Oms) ist eine Gemeinde (municipio) mit 392 Einwohnern (Stand: 2024) in der spanischen Provinz Valencia. Sie befindet sich in der Comarca Los Serranos. Zur Gemeinde gehört neben dem gleichnamigen Hauptort die Ortschaft Losilla.

## Geografie
Aras de los Olmos liegt etwa 33 Kilometer westnordwestlich vom Stadtzentrum Valencias in einer Höhe von ca. 935 m. Der Río Turia fließt durch den südwestlichen Teil der Gemeinde.

## Geschichte
Erdgeschichtlich ist der Ort Losilla Namensgeber für die Sauropodengattung Losillasaurus, eine Variante der Turiasaurier. 
An der Stelle des heutigen Aras befand sich im zweiten vorchristlichen Jahrhundert bereits eine iberische Siedlung, die dann 154 vor Chr. von den Römern besetzt wurde. Nach westgotischer und arabischer Herrschaft eroberte Jakob I. die Gegend und gab der Siedlung 1240 den Namen Aras de Alpuente. 2001 wurde der Name dann in Aras de los Olmos geändert. 

## Demografie
| 1900 | 1910 | 1920 | 1930 | 1940 | 1950 | 1960 | 1970 | 1981 | 1991 | 2001 | 2011 | 2021 |
| ---- | ---- | ---- | ---- | ---- | ---- | ---- | ---- | ---- | ---- | ---- | ---- | ---- |
| 1257 | 1337 | 1291 | 1231 | 1377 | 1363 | 1163 | 752  | 536  | 428  | 379  | 442  | 374  |

## Wirtschaft
Die landwirtschaftliche Produktion ist ganzjährig der Haupterwerbszweig der Einwohner. Durch den Tourismus steigt die Bevölkerung in den Sommermonaten um das dreifache an. 

## Sehenswürdigkeiten
- Marienkirche
- Josephskirche in Losilla
- Katharinenkapelle
- Christuskapelle

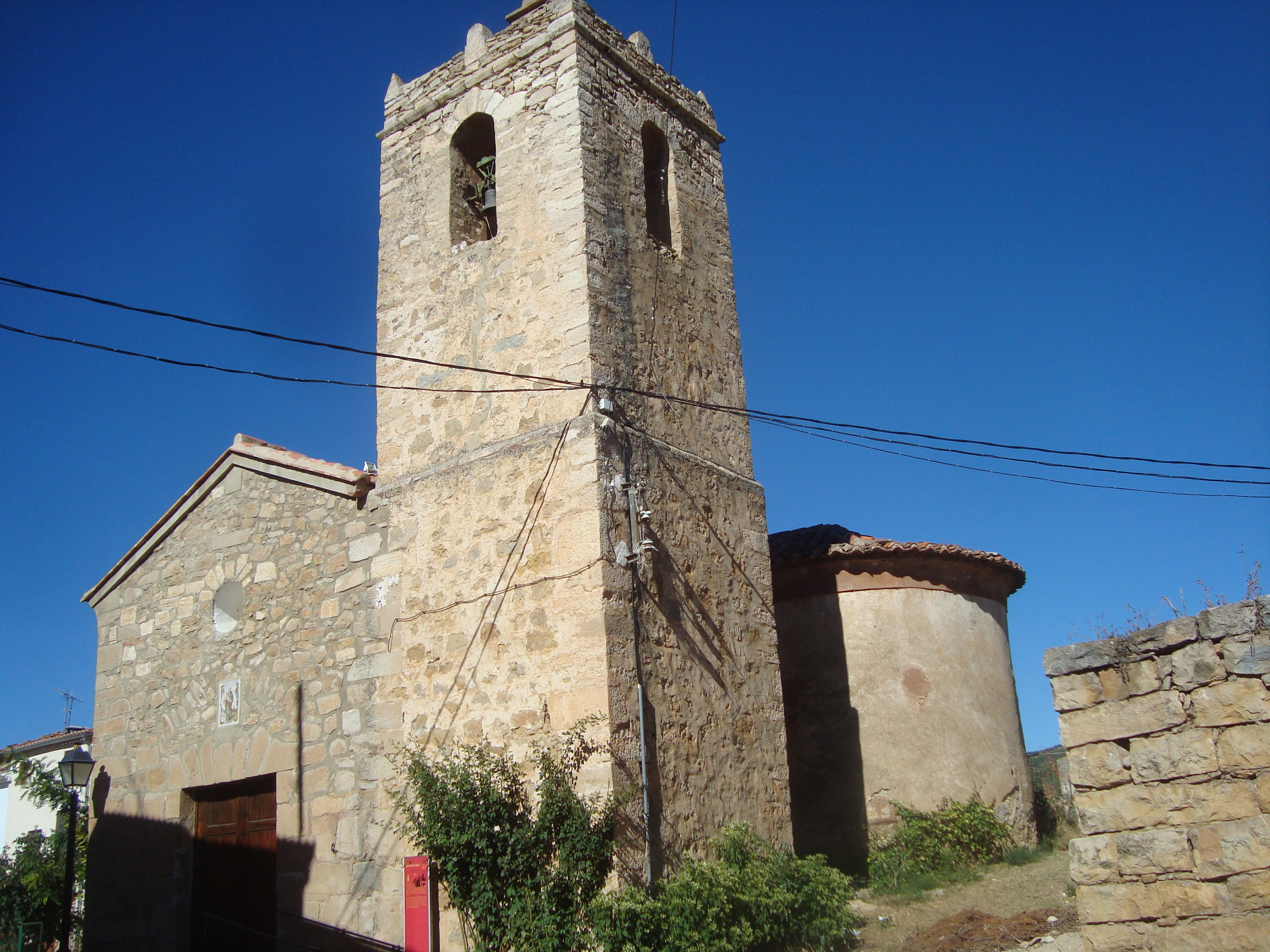
Josephskirche
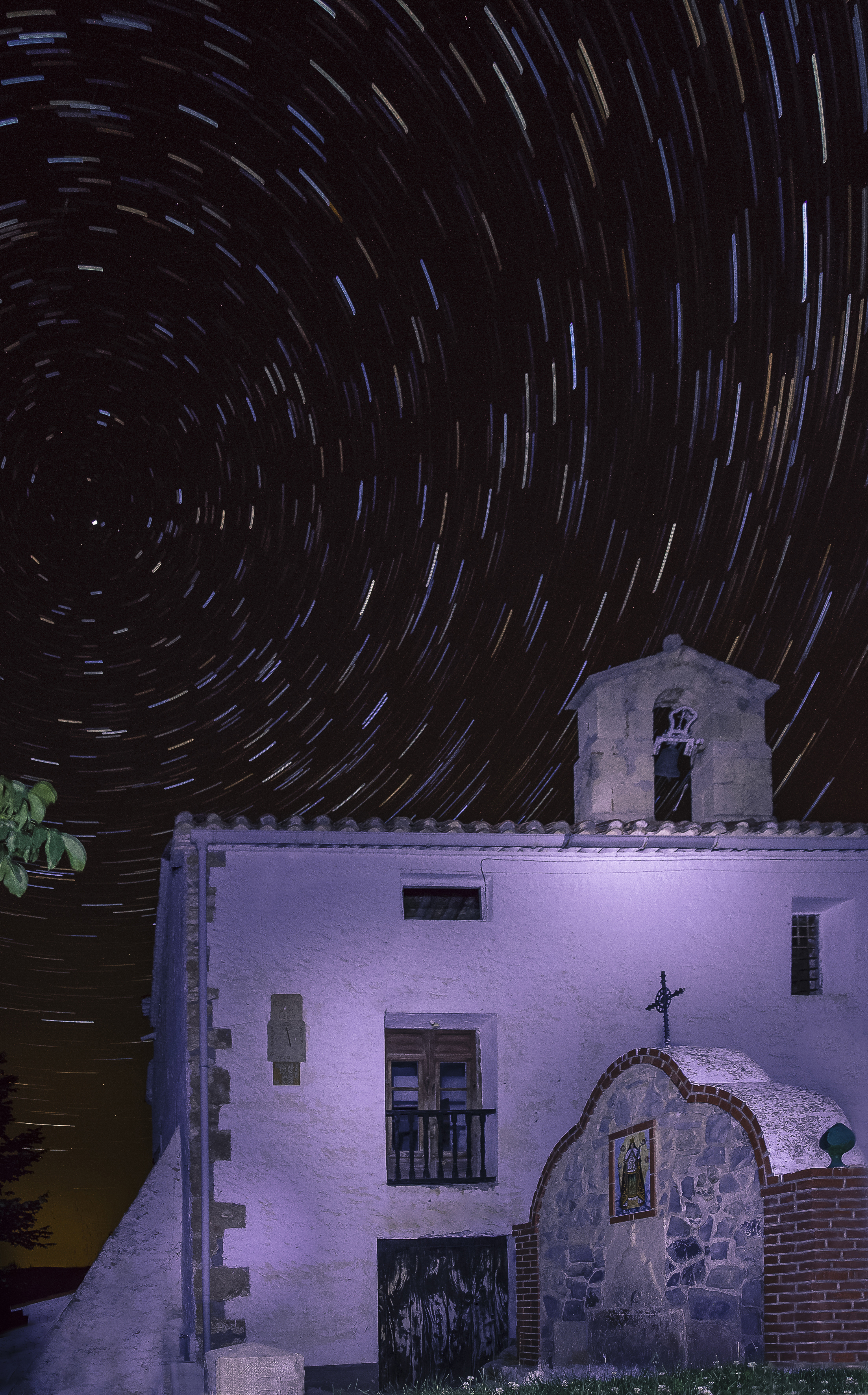
Katharinenkapelle